# 驴得水
《驴得水》是一部于2016年上映的中国喜剧电影。影片改编自同名话剧，演员沿用话剧原班人马，同时也是开心麻花继《夏洛特烦恼》之后推出的第二部电影作品。由周申、刘露指导和编剧，任素汐、大力、刘帅良、裴魁山、阿如那、韩彦博、卜冠今等主演。

## 剧情
民国时期，一个与世隔绝的偏远山区，三民小学的校长孙恒海（大力 饰）带着女儿孙佳（卜冠今 饰）以及裴魁山（裴魁山 饰）、张一曼（任素汐 饰）、周铁男（刘帅良 饰）这几个有着各种污点的教师栖身于此。他们豁达乐观，而又为艰苦生活所恼，于是把院子里拉水一头驴起了个“吕得水”的名字，当作教员报了上去，以吃空饷。可就在某天，校长得知教育部要派专员来检查，慌乱之际，偶然来到学校的铜匠（阿如那 饰）如同救命稻草出现在众人面前。

## 票房
影片于2016年10月底上映，获得约1.7亿人民币票房。

## 拍摄
该片拍摄地为毗邻清水河的山西省朔州市平鲁区高石庄乡大河堡村，符合制片人萨琪日对拍摄地海拔高、雨水少、有历史沧桑感的要求。

## 音乐
该片宣传曲、主题曲《我要你》，由樊冲作词作曲，老狼、任素汐演唱。

## 获奖
| 年份 | 颁奖典礼                     | 奖项                   | 入围者     | 结果 |
| ---- | ---------------------------- | ---------------------- | ---------- | ---- |
| 2016 | 第25届上海影评人奖           | 年度十佳华语电影       | 《驴得水》 | 獲獎 |
| 2016 | 青年电影手册华语十佳颁奖典礼 | 华语十佳电影           | 《驴得水》 | 獲獎 |
| 2017 | 第17届华语电影传媒大奖       | 最佳女主角             | 任素汐     | 提名 |
| 2017 | 第17届华语电影传媒大奖       | 最佳新演员             | 任素汐     | 提名 |
| 2017 | 第12届华语青年影像论坛       | 年度新锐女演员         | 任素汐     | 獲獎 |
| 2017 | 第14届广州大学生电影节       | 最受大学生欢迎电影     | 《驴得水》 | 獲獎 |
| 2017 | 第14届广州大学生电影节       | 最受大学生欢迎银幕角色 | 任素汐     | 獲獎 |

## 外部連結
- 互联网电影数据库（IMDb）上《驴得水》的资料（英文）
- 1905电影网上《驴得水》的资料（简体中文）
- 豆瓣电影上《驴得水》的資料 （简体中文）